# Super Mario Galaxy 2
Super Mario Galaxy 2 (スーパーマリオギャラクシー2, Sūpā Mario Gyarakushī Tsū) är ett plattformsspel till Wii, uppföljare till Super Mario Galaxy. Spelet tillkännagavs vid 2009 års Electronic Entertainment Expo (E3) och släpptes i Europa den 11 juni 2010.

## Handling
Spelet börjar, precis som Super Mario 64 och Super Mario Galaxy med ett brev från Prinsessan Peach till Mario. I det står att hon och Mario ska äta lite tårta medan de tittar på stjärnfallen. Sedan ser man Mario hoppa upp ur ett rör, och man får styra honom till slottet. Där lär man sig hur man hoppar och rör på sig. Den här delen av spelet är upplagd så att det ser ut som om någon vänder blad i en bok när Mario förflyttar sig. På tredje "bladet" ser Mario en Luma som ligger på marken. Den hoppar in under Marios hatt och efter det kan Mario även snurra. När Mario börja närma sig Peachs slott ser han Bowser utanför slottet. Han har vuxit sig större än någonsin tidigare genom att ha tagit kraften från tre Grand Stars. De tre övriga har hans son Bowser Jr. Bowser säger att han snart kommer bygga ett imperium som ska ta över hela världen. Sedan hoppar han iväg med Peach i handen. Två vanliga Lumas ropar på Mario att komma till dem. De talar om att Mario måste samla Power Stars "Kraftstjärnor" så att han ska kunna komma till Bowsers bas. En av de två Lumas Mario pratat med blir till en "Lanch Star", Mario flyger iväg med den och kommer till första galaxen Sky Station Galaxy.
När han fått den första Kraftstjärnan kommer Mario till ett "Space ship" där han möter Luba, den största Luman i Super Mario Galaxy-serien, och den enda som bär kläder, han har ett par byxor. Luba gör Mario till kapten med villkoret att han ska ta tillbaka Kraftstjärnorna som spridit sig i galaxerna.
Ibland kommer det nya passagerare till skeppet som man styr mellan galaxerna. Man får tips om hur man ska spela. Exempelvis när man klarat Yoshi Egg Galaxy kan man spela som Yoshi på skeppet. 
Man besöker 6 världar, och när man har minst 65 kraftstjärnor kan man ta sig till den sista Bowserbanan. När man tagit den sista Grand Star får man se en kortfilm då Luman hittade Mario i början av spelet, och förenades med Roselina. Sedan kan man spela i eftertexterna. Efter det kan man ta sig till Specialvärlden. När man har samlat ihop 120 kraftstjärnor och klarat den sista Bowserbanan i eftertexterna kan man även vara Bee Mario. Efter det ser man en extra scen då Roselina läser en saga för några Lumas om The Jewls of Cosmos, efter det ska man börja samla Gröna Kraftstjärnor. De finns placerade i de galaxer man redan besökt. När man samlat ihop alla kommer den allra sista galaxen, Grand Master Galaxy. När man klarat av den får man Rosalina på skeppet som kommer från Super Mario Galaxy.
I spelet kan man möta comic spirit som är ett hologram av Rosalina som kan hjälpa en med den bana man är på. Hon kommer fram när man har dött på samma ställe. Comic spirit kan man säga nej till om man vill försöka att klara banan själv. Istället för en kraftstjärna blir det en bronsstjärna.

## Spelupplägg
Huvudpersonen Mario kan rida på den tvåbenta dinosaurien Yoshi, som kan använda tungan för att komma över vissa hinder i spelet. Även om spelaren behåller förmågan från första spelet att samla Star Bits med den blå stjärnan (Star Cursor) som dyker upp på skärmen när man pekar med sin Wii Remote, ersätts Star Cursor med en röd prick när Mario rider Yoshi. Den tillåter spelaren att sikta och kontrollera Yoshis tunga. Detta kan användas för att undanröja objekt, dra i spakar, eller, som i tidigare spel Yoshi deltagit i, svälja fiender och spotta ut dem.
Gamla mekaniker är tillbaka från Super Mario Galaxy, exempelvis blå Pull Stars, områden som är begränsade till en 2D-synvinkel, nivåer där man balanserar på en boll (Star Ball), lumor (lumas) och pilar som förändrar gravitationen (Gravity Arrows).

### Hjälpmedel/Power-ups
- Bee Mario gör att Mario ser ut som ett bi. Han kan flyga korta stunder, han kan även gå på blad som i vanliga fall går sönder. Han återställs till vanliga Mario när han vidrör vatten, blir skadad eller tar en kraftstjärna.
- Boo Mario gör att Mario ser ut som ett spöke. Han kan sväva runt så långt banan räcker, han kan alltså flyga oändligt långt och högt, andra spöken som ser honom börjar jaga honom, han kan även ta sig igenom vissa väggar/galler. Han återställs till vanliga Mario när han vidrör vatten, blir skadad, kommer i kontakt med ljus, rör en Launch Star eller Kraftstjärna.
- Rainbow Mario gör att Mario blir regnbågsfärgad. Allt som han vidrör dör. Han springer även snabbare och hoppar längre. Han återställs till vanliga Mario när en viss tid gått.
- Fire Mario gör att Mario får vita kläder istället för röda. Han kan kasta eldbollar när han snurrar. Han återställs till vanliga Mario när en viss tid gått.
- Spring Mario gör att Mario får en fjäder runt kroppen. Han kan hoppa mycket högt, dock kan han inte gå. Han återställs till vanliga Mario när han blir skadad, vidrör vatten, rör en Launch Star eller Kraftstjärna.
- Spin Drill gör att Mario bär en borr. Den gör så att han kan gräva igenom marken till nya områden och i vissa fall utforska planeters insida. Han återställs till vanliga Mario när han blir skadad, vidrör vatten, rör en Launch Star eller Kraftstjärna.
- Rock Mushroom gör att Mario får stenkläder. När Mario snurrar blir han en sten som kan krossa fiender, stenar etc. Han återställs till vanliga Mario när han blir skadad, vidrör vatten, rör en Launch Star eller Kraftstjärna.
- Cloud Flower gör att Mario får molnkläder. Den ger Mario kraften att skapa plattformar, i form av moln när han snurrar. Han kan även stå på moln vilket han normalt inte kan. Han kan även stå på blad likt Bee Mario. Han återställs till vanliga Mario när han blir skadad, vidrör vatten, eller rör en Kraftstjärna.
- Dash Pepper gör att Yoshi blir röd och springer mycket snabbt, han kan bland annat springa på lodräta väggar.
- Bilb Fruit gör att Yoshi blir blå och kan flyga uppåt under ca 15 sekunder.
- Bulb Fruit gör att Yoshi blir gul och att ställen som tidigare var osynliga blir synliga.

## Utmärkelser
- Årets spel 2010 1:a plats (Gamereactor dec 2010)
- Årets design 2010 4:e plats (Gamereactor dec 2010)
- Årets Musik 2010 2:a plats (Gamereactor dec 2010)
- Årets spel 2010 1:a plats (Level dec 2010)
- Årets spel 2010 1:a plats (IGN dec 2010)
- Årets Musik 2010 1:a plats (IGN dec 2010)
- Årets Musik 2010 1:a plats (Level dec 2010)